# Будинок єврейського готелю (Ніжин)
Будинок єврейського готелю — пам'ятка архітектури місцевого значення в Ніжині. Зараз тут розміщується поліклінічне відділення.

## Історія
Спочатку було внесено до «список пам'яток архітектури нововиявлених» під назвою «Готель», з адресою Покровська, 1.
Наказом Міністерства культури і туризму від 21.12.2012 № 1566 надано статус «пам'ятник архітектури місцевого значення» з охоронним № 10056-Чр під назвою «Єврейський готель». Встановлено інформаційну дошку.

## Опис
Будинок збудований наприкінці ХІХ століття на розі сучасних Покровської та Успенської вулиць.
Одно-двоповерховий на цоколі (одноповерховий на високому цоколі), кам'яний, прямокутний у плані будинок зі скошеним кутом (з боку перехрестя). Фасад розчленовують пілястри, між якими чотирикутні лучні віконні отвори завершує карниз. Оздоблений орнаментальною цегляною кладкою. Над фасадом двоповерхового три аттики. Над фасадом одноповерхового (на стороні Успенської) три аттика: центральний, два бічні, але при цьому один бічний розташований над скошеним кутом прямокутника.